# Idaea nielseni
Idaea nielseni là một loài bướm đêm trong họ Geometridae.